# 红苞距药姜
红苞距药姜（学名：Cautleya spicata）为姜科距药姜属下的一个种。